# Ouzouer-sous-Bellegarde
Ouzouer-sous-Bellegarde is een gemeente in het Franse departement Loiret (regio Centre-Val de Loire) en telt 254 inwoners (2004). De plaats maakt deel uit van het arrondissement Montargis.

## Geografie
De oppervlakte van Ouzouer-sous-Bellegarde bedraagt 11,6 km², de bevolkingsdichtheid is 21,9 inwoners per km².
De onderstaande kaart toont de ligging van Ouzouer-sous-Bellegarde met de belangrijkste infrastructuur en aangrenzende gemeenten.

## Demografie
Onderstaande figuur toont het verloop van het inwonertal (bron: INSEE-tellingen).